# Жакмар де Эсден
Жакмар де Эден или Жакмар де Эсден (фр. Jacquemart de Hesdin, ок. 1355 — ок. 1414), французский художник-миниатюрист, работавший в стиле интернациональной готики.

## Биография
Жакмар родился в Артуа. Эсден, от названия которого художник получил своё прозвище, — крепость на землях современного департамента Па-де-Кале (в то время это была часть Фландрии и владение герцогов Бургундии). Возможно, что Жакмар родился там. Он был одним из многочисленных нидерландских художников, которые с середины XIV века работали по заказам французского королевского дома. Единственный известный заказчик Жакмара — Жан Беррийский (1340—1416), младший брат французского короля Карла V, тративший огромные суммы на свою коллекцию произведений искусства.

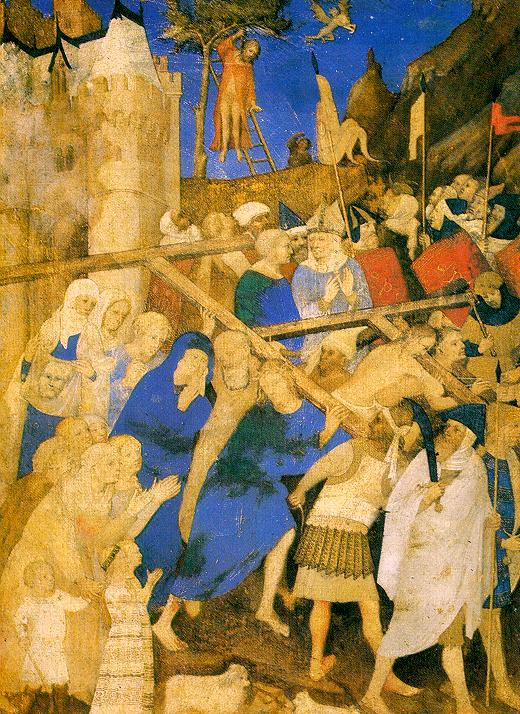
Жакмар де Эден. Несение креста. Миниатюра из Большого часослова. 1409. Лувр. Париж

Большей частью Жакмар жил и работал в Бурже, где находилась основная резиденция Жана Беррийского. Он работал по заказам герцога с 1384 по 1414 гг. С 1384 года Жакмар де Эден получал регулярное содержание из казны герцога. Известно, что миниатюры Жакмара де Эдена украшают Малый часослов (Petites Heures, Национальная библиотека, Париж), Брюссельский или Прекрасный часослов (Tres Bellers Heures, Королевская библиотека в Брюсселе), Большой часослов (Grandes Heures, Национальная библиотека, Париж). Из них Большой часослов считается главной работой художника. В инвентаре 1413 года о нём сказано: 
…очень большой, очень красивый и роскошный часослов, замечательно оформленный и украшенный миниатюрами Жакмара де Эдена и других «работников» герцога. Включает в себя часы, посвящённые нашей возлюбленной Деве, Святому Кресту, Святому Духу, страстям и ещё раз Святому Духу, также и поминальные молитвы.
 Рукопись не сохранилась до наших дней целиком. Жакмар де Эден выполнил для неё большие миниатюры (400х300 мм), из которых осталась только сцена Несения креста (1409, ныне хранится в Лувре). Большой часослов был завершён в 1419 году и оценен в 4 000 фунтов.
Жакмар де Эден работал на втором этапе оформления Малого часослова, приняв эстафету, вероятно, от Жана Ле Нуара. По предположению Милларда Майсса, над часословом работали ещё два анонимных мастера — Мастер Троицы и Псевдо-Жакмар. Позднее братья Лимбург дополнили часослов миниатюрой с изображением герцога Беррийского, собирающегося в путешествие. Жакмару де Эдену приписываются также некоторые миниатюры (созданы ок. 1386 года) из Псалтири герцога Беррийского (Национальная библиотека, Париж, Ms. fr. 13091)
По определению Анн Гранбулан, Жакмар «демонстрирует определённое мастерство в изображении пространства, показывая таким образом, что усвоил уроки сиенской школы». Соединив достижения итальянской живописи и реализм, характерный для художников севера Европы, он придерживался более естественной манеры исполнения, в отличие от идеализированного искусства Жана Пюселя. Помимо миниатюр Жакмар выполнял элементы декора манускриптов — обрамления с фигурами животных и растительными мотивами.